# Anja Baš
Anja Baš, slovenska pevka in avtorica glasbe, * 29. september 1986, Jesenice.
Z vstopom v osnovno šolo se je začela učiti igrati na flavto (sprva kljunasto, nato prečno), ki jo je pet let igrala tudi v pihalni godbi. Njeni pevski začetki segajo v leto 1999, ko je sodelovala in zmagala na natečaju Korajža velja, na katerem je slavila tudi dve leti pozneje. Leta 2000 je zmagala na Prvem glasku Gorenjske, na »odrasli« različici tekmovanja – Prvem glasu Gorenjske – pa je prvič nastopila leta 2002, že naslednje leto pa je postala zmagovalka po mnenju občinstva. Leta 2003 je slavila tudi na najstniškem FeNS-u.
Širši slovenski javnosti se je predstavila v 1. sezoni Bitke talentov, ki je potekala v okviru oddaje Spet doma. Čeprav je izpadla v prvem krogu, se je kot zmagovalka Druge priložnosti uvrstila v naslednji krog in na koncu pristala na skupnem 5. mestu.
Med letoma 2004 in 2009 je bila frontmanka skupine Angee, v kateri se je prvič preizkusila v pisanju pesmi. Njihov prvi singel je bil »Vedno bo tako« (2005), svoj prvi album I'm Cool, ki je vseboval tako pesmi v slovenščini kot angleščini, pa so izdali leta 2007. Po razpadu skupine pozimi 2009 je s kitaristom Stašem Hreničem (nadela sta si ime Jesse Nice) ustvarila in posnela še drugo (nikoli izdano) ploščo za Angee, ustvarjala pa je tudi za projekt Bejbe, ki pa z izjemo pesmi »En, dva, tri« ni bil realiziran. Leta 2009 in 2010 je večkrat nastopila v oddaji Hri-bar.
Leta 2011 je diplomirala na Fakulteti za organizacijske vede v Kranju, izdala svojo prvo samostojno skladbo »S tabo« ter na povabilo Aleša Klinarja začela sodelovati z Rock Partyzani, s katerimi je posnela uspešnico »Moj lubi«. S skupino se je razšla na začetku leta 2015.
Marca 2012 se je preizkusila v še enem pevskem resničnostnem šovu – slovenskem X Faktorju. Prišla je do bootcampa (x-kampa), kjer je tretji dan izpadla. Jeseni istega leta je debitirala na Slovenski popevki s skladbo Edvina Fliserja »Kaj je z mano?«. Junija 2014 je s spremljevalno skupino Bejbe nastopila na podelitvi viktorjev z avtorsko skladbo »Kaj je še bolje«. Kot spremljevalna vokalistka je na odru Eme stala trikrat: 2005 (Nuša Derenda), 2006 (Alenka Godec) in 2015 (Alya in Neno Belan).
21. marca 2015 je izdala svoj samostojni avtorski prvenec Punca iz tvoje ulice. Vseh 10 skladb z albuma je njeno avtorsko delo. Glasbe pa ne piše le zase, ampak tudi za druge slovenske izvajalce, na primer Alyo (»Dej mi mal«) in Alenko Godec (»Preobrat«).

## Zasebno življenje
V preteklosti se je skoraj desetletje borila z bulimijo, o čemer je javno spregovorila, svojo izkušnjo z boleznijo pa je tudi opisala v knjigi.
V vezi je s partnerjem Mitjo, ki ga je spoznala, ko je bil klaviaturist v skupini Angee. Sta starša dveh otrok; sin Vito se je rodil leta 2020, hči Ava pa leta 2022.

## Diskografija

### Singli
- S tabo (2011)
- Smisel (2012)
- Skušnjava (2013)
- Speed Queen  (s Klinčijem in Sergiem, 2013) – z albuma 63 special Aleša Klinarja
- Nimaš kej (2014) – za skladbo je posnela tudi videospot
- Kaj je še bolje (2014)
- Punca iz tvoje ulice (2014)
- Svetlo sonce (2015)

### Albumi
- Punca iz tvoje ulice (2015)

### Kompilacije
- Bitka talentov: za Božič (2005)

## Udeležbe na festivalih

### Prvi glasek Gorenjske
- 2000: nagrada strokovne žirije, nagrada občinstva

### Prvi glas Gorenjske
- 2003: nagrada občinstva

### FeNS
- Najstniški FeNS 2003: »Zadnjič« – 1. mesto

### Slovenska popevka
- 2012: »Kaj je z mano?« – 10. mesto